# Karin Riediger
Karin Riediger-Heintges (* 2. August 1961 in Duisburg) ist eine frühere deutsche Eiskunstläuferin. Für den Duisburger SC Kaiserberg wurde sie 1981 deutsche Meisterin. Heute ist sie bei diesem Verein als Trainerin tätig, vorrangig für ihre ebenfalls als Eiskunstläuferin aktive Tochter Isabel Heintges (* 1993).

## Erfolge/Ergebnisse
Olympische Spiele
- 1980 – 13. Rang – Lake Placid

Weltmeisterschaften
- 1978 – 19. Rang – Ottawa
- 1979 – 15. Rang – Wien
- 1980 – zurückgezogen – Dortmund
- 1981 – 9. Rang – Hartford

Juniorenweltmeisterschaften
- 1977 – 8. Rang – Megève

Europameisterschaften
- 1978 – 12. Rang – Straßburg
- 1979 – 6. Rang – Zagreb
- 1980 – 9. Rang – Göteborg
- 1981 – 8. Rang – Innsbruck

Deutsche Meisterschaften
- 1978 – 3. Rang
- 1979 – 2. Rang
- 1980 – 2. Rang
- 1981 – 1. Rang
- 1982 – 3. Rang
- 1984 – 9. Rang